# Max Boucher (pilote)
Pour les articles homonymes, voir Max Boucher et Boucher.
Max Boucher, né le 11 avril 1879 à Voiron et mort le 16 décembre 1929 à Neuilly-sur-Seine, est un militaire français, promu capitaine en 1913. Il dirigeait l'école d'aviation d'Avord dans le Cher.
Le 2 juillet 1917, il réussit le décollage d’un avion de type Voisin 150 HP sans pilote. Il survolera une distance de 500 mètres à 50 mètres au-dessus du sol, ce qui considéré comme le premier vol d'un drone militaire. Plus tard, le 14 septembre 1918, il réussit un second vol avec un Voisin LBP pendant 51 minutes sur 100 kilomètres. 